# Onellaba botydata
Onellaba botydata là một loài bướm đêm trong họ Geometridae.